# Joseph Millard

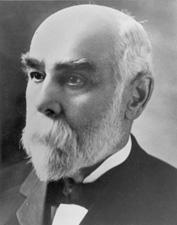
Joseph Millard

Joseph Hopkins Millard, född 20 april 1836 i Hamilton, Ontario, död 13 januari 1922 i Omaha, Nebraska, var en kanadensisk-amerikansk politiker (republikan). Han representerade delstaten Nebraska i USA:s senat 1901-1907.
Millard föddes i Ontario och flyttade till Iowa med sina föräldrar. Han flyttade sedan 1856 vidare till Omaha. Efter en kort tid inom bankbranschen i Montanaterritoriet fortsatte han 1866 sin karriär som bankdirektör i Omaha. Han tjänstgjorde som borgmästare i Omaha 1872-1873. Han gjorde sedan en femton år lång karriär på järnvägsbolaget Union Pacific Railroad.
Millard efterträdde 1901 John Mellen Thurston som senator för Nebraska. Han efterträddes sex år senare av Norris Brown. Millard avled 1922 och gravsattes på Prospect Hill Cemetery i Omaha.